# Tiki-Waka
Tiki-Waka in Walibi Belgium (Wavre, Wallonisch-Brabant, Belgien) ist eine Stahlachterbahn vom Modell Bobsled Coaster des Herstellers Gerstlauer Amusement Rides, die am 7. April 2018 eröffnet wurde.
Die 564 m lange Strecke erreicht eine Höhe von 21 m und befindet sich an der Stelle, an der sich zuvor die Achterbahn Coccinelle befand.
Die Thematisierung der Bahn wurde von Jora Vision Europe und KAERU Theme Park Design durchgeführt; der Soundtrack wurde von IMAscore geliefert.

## Wagen
Tiki-Waka besitzt fünf einzelne Wagen mit Platz für jeweils vier Personen (zwei Reihen à zwei Personen). Sie erreichen eine Höchstgeschwindigkeit von 55 km/h und liefern eine Kapazität von 600 Personen pro Stunde.